# Fernando Rivera y Moncada
Fernando Javier Rivera y Moncada (Compostela, 1725 circa – Yuma, 18 luglio 1781) è stato un militare ed esploratore spagnolo proveniente dalla Nuova Spagna che servì l'esercito in Bassa ed Alta California, partecipando a molte delle prime esplorazioni della zona e diventandone governatore.

## Biografia
Rivera nacque nei pressi di Compostela, in Nuova Spagna. Si arruolò nell'esercito nel 1742, operando sotto il controllo dei gesuiti in Bassa California. Nel 1750 fu promosso al comando del presidio di Loreto. Partecipò all'importante ricognizione della penisola settentrionale assieme ai missionari esploratori gesuiti Ferdinand Konščak e Wenceslaus Linck. La situazione di Rivera cambiò nel 1768, quando i gesuiti furono espulsi e sostituiti in Bassa California dai francescani e dalle autorità civili della Nuova Spagna. Queste ultime ordinarono un trasferimento di massa verso nord per colonizzare l'Alta California.
Nel 1769 Rivera guidò il primo gruppo di terra fino a San Diego, assieme a Juan Crespi e José Cañizares, precedendo il gruppo di Gaspar de Portolá e Junípero Serra. Dopo che molti gruppi di terra e di mare si erano riuniti a San Diego, Rivera proseguì a nord con Portolà verso Monterey. Rivera tornò in Messico attorno al 1772, ma fu presto richiamato in servizio. Serra ed i francescani erano in lotta con il governatore militare della California, Pedro Fages, e Rivera divenne il sostituto di Fages nel 1774. I risultati non furono felici. Lo stesso Rivera entrò immediatamente in conflitto con Serra, con i francescani e con Juan Bautista de Anza. Rivera si opponeva all'insediamento di San Francisco. Quando molte comunità indiane Diegueño si unirono per saccheggiare la missione di San Diego nel 1775, Rivera aveva il compito di soffocare la rivolta. Per aver catturato uno dei ribelli all'interno di una chiesa temporanea nella missione, Rivera fu scomunicato dai francescani.
Dopo la fine del suo mandato di governatore nel 1777, Rivera fu riassegnato al comando militare di Loreto. Il suo compito era quello di assistere i coloni durante il viaggio verso la California. Rivera fu ucciso assieme ai missionari locali, ai coloni, ed ai viaggiatori presso la missione San Pedro y San Pablo de Bicuñer nella parte bassa del fiume Colorado, durante la rivolta indiana Quechan nel 1781.